# Küstentaube

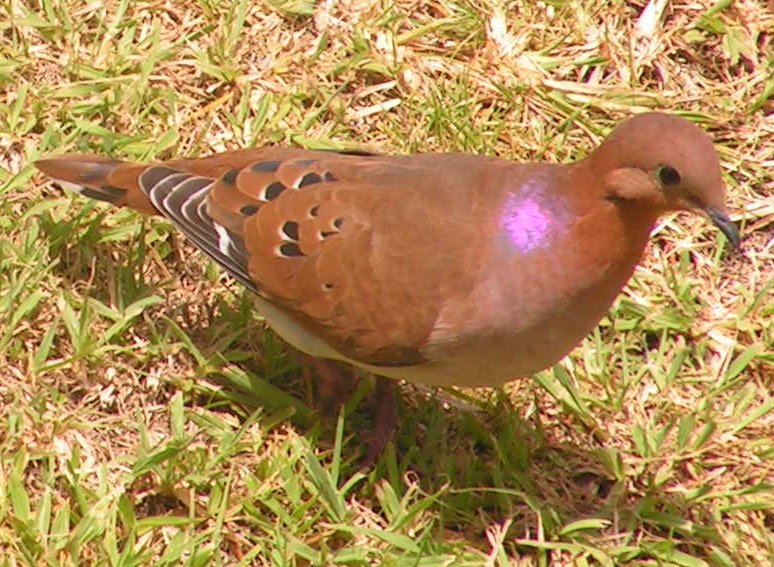
Küstentaube in St. Lucia

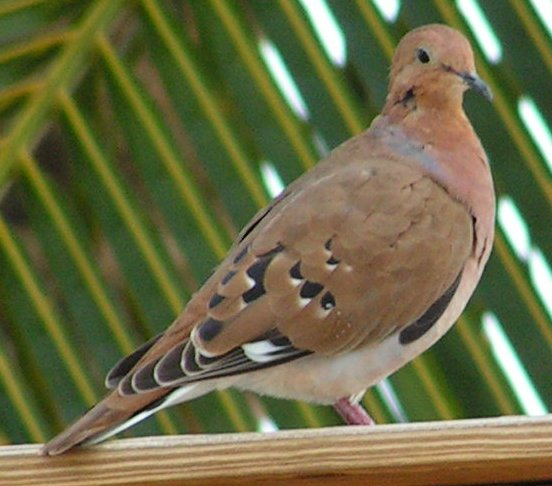
Küstentaube, Barbados

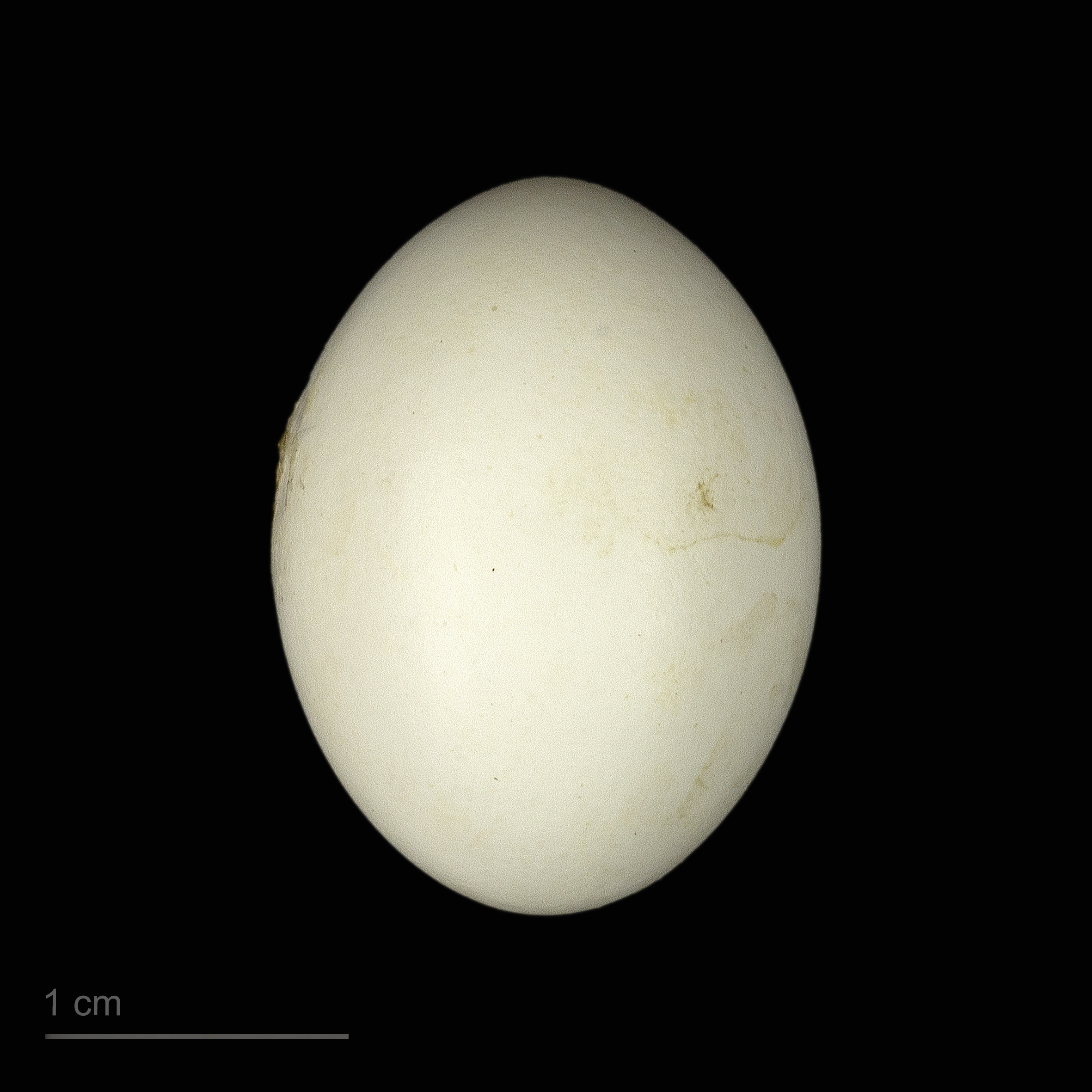
Zenaida aurita aurita, Sammlung Museum von Toulouse

Die Küstentaube oder Liebestaube (Zenaida aurita) ist eine Art der Taubenvögel. Sie kommt in Zentralamerika und auf einigen Inseln der Karibik vor. Sie gilt in ihrem Bestand als nicht gefährdet. Auf den Florida Keys, die früher zu ihrem Verbreitungsgebiet zählten, ist die Küstentaube jedoch mittlerweile ausgestorben.

## Erscheinungsbild
Die Küstentaube erreicht eine Körperlänge von 28 bis 30,5 Zentimetern. Sie ist damit etwas größer als eine Lachtaube, ist aber von einer gedrungeneren Körpergestalt und weist verglichen mit dieser Taubenart längere Beine auf. In ihrem Erscheinungsbild weist sie große Ähnlichkeit sowohl mit der Carolinataube als auch der Ohrflecktaube auf. Der Geschlechtsdimorphismus ist nur geringfügig ausgeprägt. Bei den Weibchen ist lediglich die Körperoberseite nicht so ausgeprägt rötlich braun wie es bei den Männchen der Fall ist.
Der Kopf und der Hals der Küstentaube sind rötlich braun. Sowohl hinter dem Auge als auch unter dem Auge finden sich dunkel schillernde Streifen. Der Mantel, der Rücken und die Flügel sind rötlich braun. Die Handschwingen sind dunkel, die äußeren Armschwingen sind schwarz mit weißen Spitzen. Der Bauch und die Unterschwanzdecken sind weiß. Der Schnabel ist an der Basis rötlich und ansonsten dunkel. Die Iris ist rötlich braun. Die Füße sind rötlich.

## Verbreitung und Lebensraum
Das Verbreitungsgebiet der Küstentaube reicht von der Yucatán-Halbinsel in Mexiko bis zu den Großen und Kleinen Antillen. Zu den besiedelten karibischen Inseln gehören unter anderem die Bahamas, Kuba, Puerto Rico, Jamaika und Hispaniola sowie die Jungferninseln. In einigen Regionen sind ihre Bestände zurückgegangen, nachdem sich Weißflügeltauben und Ohrflecktauben dieses Verbreitungsgebiet erschlossen haben. Trotzdem gilt die Küstentaube nicht als gefährdet. Sie ist in einigen Regionen ihres Verbreitungsgebietes häufig.
Der Lebensraum der Küstentaube sind offenes Waldland, Mangrovensümpfe sowie Kulturländereien. Ihren Verbreitungsschwerpunkt hat die Küstentaube jeweils im küstennahen Tiefland.

## Verhalten
Die Küstentaube ist ein Standvogel. Anders als bei der zur selben Gattung zählenden Ohrflecktaube sind keine auffälligen saisonalen Wanderbewegungen dieser Taubenart bekannt. Es ist eine überwiegend bodenbewohnende Taubenart, die häufig eine nur geringe Scheu gegenüber dem Menschen zeigt. Das Nahrungsspektrum besteht aus Sämereien und Beeren.
Die Fortpflanzungszeit ist abhängig vom jeweiligen Verbreitungsgebiet. Auf Puerto Rico brüten Küstentauben während des ganzen Jahres. Der Höhepunkt der Fortpflanzungszeit liegt im Zeitraum Februar bis März. Auf den Jungferninseln brütet diese Taubenart von Mai bis August. Das Nest ist eine lose zusammengefügte Plattform aus Zweigen, die im Unterholz oder zwischen Schlingpflanzen errichtet wird. Sie brütet allerdings auch auf dem Boden, wenn in ihrem jeweiligen Verbreitungsgebiet bodenlebende Beutegreifer nicht häufig sind. Das Gelege besteht aus ein bis zwei cremeweißen Eiern. Die Brutzeit beträgt 13 bis 15 Tage. Die Jungvögel sind nach 13 bis 15 Tagen flügge.

## Haltung in menschlicher Obhut
Die Küstentaube wurde in Europa ab 1861 erstmals durch den Zoo in London gehalten. Die europäische Erstzucht gelang im Jahre 1888 in Frankreich. Die Küstentaube gilt als mit anderen Tauben unverträglich. Sie ist allerdings nicht ganz so aggressiv wie dies bei der zur selben Gattung gehörenden Socorrotaube der Fall ist.

## Belege